# Suzu, Ishikawa
Suzu (珠洲市 (Châu Châu thị) Suzu-shi) là một thành phố thuộc tỉnh Ishikawa, Nhật Bản.